# Tipula (Schummelia) strictiva
Tipula (Schummelia) strictiva is een tweevleugelige uit de familie langpootmuggen (Tipulidae). De soort komt voor in het Oriëntaals gebied.